# Ondes
Ondes – miejscowość i gmina we Francji, w regionie Oksytania, w departamencie Górna Garonna.
Według danych na rok 1990 gminę zamieszkiwało 478 osób, a gęstość zaludnienia wynosiła 73 osoby/km² (wśród 3020 gmin regionu Midi-Pyrénées Ondes plasuje się na 605. miejscu pod względem liczby ludności, natomiast pod względem powierzchni na miejscu 1363.).